# Adolf Engl
Adolf Engl (* 7. Dezember 1884 in Saarn, heute Ortsteil von Mülheim an der Ruhr; † nach 1941) war ein deutscher Filmregisseur, Leiter des Reichsverbandes der Deutschen Lichtspieltheater und Kinobesitzer.

## Leben
Engl führte bei nachweislich vier Filmen 1919 und 1920 Regie. Im Januar 1923 wurde er Mitgründer der Exportaktiengesellschaft Münchener Filmfabrikanten und leitete das Unternehmen als Vorstand bis zur Umwandlung in die Lindwurm-Werk Aktiengesellschaft für Möbel, Dekorations- und Filmkunst im November gleichen Jahres. Im Januar 1924 beteiligte er sich als Aktionär an der Gründung der Schebera-Film AG. Zum 1. Dezember 1931 trat er in die NSDAP ein (Mitgliedsnummer 736.430) und wurde als Münchner Besitzer mehrerer Kinos, unter anderem in Regensburg zum zunächst kommissarischen Vorsitzenden des Reichsverbandes der Deutschen Lichtspieltheater ernannt, der der Gleichschaltung im Bereich des Filmwesens dienen sollte. Zuvor hatte er als Bayerischer Vorsitzender des Verbandes die Einführung des Tonfilmes begrüßt, was durch seine Funktion als Produktionsleiter der Tobis erklärbar ist. Auch war er als Vorsitzender des Aufsichtsrates der Syndikatfilm ab Februar 1932 offizieller Berater der Filmbeschaffungsstelle der NSDAP und Leiter der Gaufilmstelle Süd. Noch 1938 bis 1941 wird er als Inhaber des erwähnten Regensburger Kinos „Velodrom“ genannt, mit Wohnsitz in Feilnbach/Oberbayern, Haus Englhof.

## Filmografie
- 1919: Das Heldenmädchen der Prärie
- 1919: Das Ski-Girl (Premiere: 14. Januar 1920 in München, Regina-Lichtspiele)
- 1920: Die Lissy vom Tietz (Premiere: 5. April 1920 in München, Lichtschauspielhaus)
- 1920: Mix und Pickel

## Lichtspieltheater
- 1927 Stadttheater-Lichtspiele, Inh: Vereinigte Lichtspiele Kempten, Adolf Engl, München, Prielmayerstraße 16.
- 1928 Stadt-Theater-Lichtspiele, Theaterstraße 4, Inhaber: Dir. Adolf Engl, München, Prielmayerstraße 16.
- 1928 bis 1937: Kammer-Lichtspiele, Kempten, Vogtstraße 2 (in der 1. Etage der 1905 erbauten „Gewerbehalle“), ca. 450 Plätze; Inhaber:  Dir. Adolf Engl, München, Nußbaumstraße 6; Vorbesitzer: Ludwig Fink, Marktoberdorf; 1938 an Maria Wolf, Kempten.[11]
- 1930 bis 1932: Capitol Film & Bühne, „Velodrom“, Regensburg, Arnulfplatz 4, Inhaber: Dir. Adolf Engl, München, Nußbaumstraße 6; Vorbesitzer (1917): Oberdorfer; 1938 bis 1941 Inhaber: Dir. A. Engl, Feilnbach/Oberbayern, Haus Englhof.[12][13]
- 1930 bis 1932: Lichtspiele Kristall-Palast Fürth, Fürth, Pfisterstr. 3, 5, 7, Inhaber: Dir. Adolf Engl, München, Nußbaumstraße 6; Iwan Schablinsky, Berlin-Wilmersdorf, Helmstedterstr. 21.[14]